# Angelo Salmoiraghi
Angelo Salmoiraghi (Milano, 27 gennaio 1848 – Milano, 3 febbraio 1939) è stato un imprenditore, ottico e ingegnere italiano, produttore di strumenti di alta precisione per l'industria e la geodesia.

## Biografia
Nel 1866 con lo scoppio della terza guerra di indipendenza si arruolò giovanissimo nel Corpo Volontari Italiani di Giuseppe Garibaldi; combatté nella campagna in Trentino contro gli austriaci. Subito dopo essersi laureato al Politecnico di Milano sotto la guida di Ignazio Porro, entrò nella Filotecnica. Qui salì in breve a funzioni di responsabilità, fino ad acquisirne la proprietà, trasformando il nome della ditta in Filotecnica-Salmoiraghi. Sotto la sua guida la ditta si sviluppò notevolmente, fino ad acquisire un ruolo di primo piano tra i produttori di strumenti ottici e di precisione. Inoltre, fu la prima ditta a produrre macchine per cucire in Italia.
Il suo ruolo divenne importante anche nella società civile e tra i colleghi del mondo dell'industria. Fu pertanto nominato presidente della Camera di Commercio di Milano. Nel 1901 divenne il primo presidente della neocostituita Unioncamere. Nel marzo del 1912 fu nominato Senatore nel gruppo dell'Unione democratica sociale.
Mori il 3 febbraio 1939; le sue spoglie furono deposte nella tomba di famiglia del cimitero di Lanzo D'Intelvi.

## Opere
- Istrumenti e metodi moderni di geometria applicata, vol. 1, Milano, Tipografia e litografia degli ingegneri, 1907.
- Istrumenti e metodi moderni di geometria applicata, vol. 2, Milano, Tipografia e litografia degli ingegneri, 1909.